# Рене Хобуа
Рене Хобуа — грузинський будівельник, ім'я якого згадується у титрах більшості фільмів відомого режисера Георгія Данелія серед виконавців епізодичних ролей, хоча він сам (або актор з таким самим ім'ям та прізвищем) ніколи в жодному з них не знімався.

## Історія
Наприкінці 60-х років Георгій Данелія та Резо Габріадзе випадково познайомилися у одному з готелів Тбілісі з будівельником Рене Хобуа та його товаришами, що мешкали з ними на одному поверсі. В той час вони якраз працювали над фільмом «Не журись!» і вирішили дізнатися думку пересічних глядачів ще на етапі створення сценарію. Однак усі будівельники, крім Хобуа, відмовилися допомогти режисеру та сценаристу, тож Рене залишився один. Декілька днів Данелія та Габріадзе зачитували йому різні варіанти сценаріїв, чергуючи читання з постійними застіллями у родичів та знайомих, на які неодмінно брали з собою й Хобуа, що хвалив усі задумки, які кінематографісти планували включити до сценарію. Врешті-решт, будівельник приніс їм довідку від лікаря про те, що відтепер йому заборонено вживати алкогольні напої та попросив відпустити його через важливі справи, тим більше, що він погано розумів російську, а хвалив тому, що такі великі люди не можуть написати погано. Як з'ясувалося, Рене приїхав із Зугдіді, щоб домовитися в тресті щодо отримання якихось будматеріалів, але через постійне перебування з Данелія та Габріадзе ніяк не міг цього зробити, дотягнувши до останнього дня, коли потрібна йому людина мала йти у відпустку. Після того, як Хобуа пішов, Резо Габріадзе запропонував включити прізвище Рене в список акторів на знак подяки. Відтоді Рене Хобуа неодмінно присутній у титрах кожного фільму Георгія Данелія.

## Згадки у титрах
| Рік  |   | Українська назва   | Оригінальна назва | Роль   |
| ---- | - | ------------------ | ----------------- | ------ |
| 1969 | ф | Не журись!         | Не горюй!         | епізод |
| 1973 | ф | Зовсім безнадійний | Совсем пропащий   | епізод |
| 1975 | ф | Афоня              | Афоня             | епізод |
| 1977 | ф | Міміно             | Мимино            | епізод |
| 1979 | ф | Осінній марафон    | Осенний марафон   | епізод |
| 1982 | ф | Сльози крапали     | Слёзы капали      | епізод |
| 1986 | ф | Кін-дза-дза!       | Кин-дза-дза!      | епізод |
| 1990 | ф | Паспорт            | Паспорт           | епізод |
| 1993 | ф | Настя              | Настя             | епізод |
| 1995 | ф | Орел і решка       | Орёл и решка      | епізод |
| 2000 | ф | Фортуна            | Фортуна           | епізод |